# 白斑瓦鰈
白斑瓦鰈（学名：Poecilopsetta albomaculata）為輻鰭魚綱鰈形目鰈亞目瓦鰈科的其中一種熱帶海水魚，其种加词“albomaculata”意为“白斑的”。分布於西印度洋馬爾地夫海域，棲息深度256-293公尺，體長可達9.5公分，棲息在底層水域，生活習性不明。